# Richard Lynn
Richard Lynn (20. února 1930 Bristol – 17. července 2023) byl anglický psycholog a spisovatel. Je bývalým emeritním profesorem psychologie na Ulsterské univerzitě (v roce 2018 mu byl titul univerzitou odebrán), a zástupcem šéfredaktora časopisu Mankind Quarterly, který je označován za časopis zastávající nadřazenost bílé rasy a šířící vědecký rasismus. Lynn studoval inteligenci a je známý svým přesvědčením o pohlavních a rasových rozdílech v inteligenci. Získal vzdělání na King's College v Cambridge v Anglii. Působil jako lektor psychologie na Exeterské univerzitě a jako profesor psychologie na Institutu ekonomického a sociálního výzkumu v Dublinu a na Ulsterské univerzitě v Coleraine.
Mnoho vědců kritizovalo Lynnovu práci o rasových a národnostních rozdílech v inteligenci za nedostatečnou vědeckou přesnost, zkreslování údajů a prosazování rasistické politické agendy. Řada vědců a intelektuálů uvedla, že Lynn je spojen se sítí akademiků a organizací, které podporují vědecký rasismus. Na konci 70. let minulého století Lynn napsal, že zjistil, že východní Asiaté mají vyšší průměrný inteligenční kvocient (IQ) než Evropané a Evropané mají vyšší průměrný IQ než subsaharští Afričané. V roce 1990 prohlásil, že Flynnův efekt - postupné zvyšování IQ skóre pozorované po celém světě od 30. let 20. století – lze pravděpodobně vysvětlit lepší výživou. Ve dvou knihách, které napsali společně s Tatu Vanhanenem, Lynn a Vanhanen tvrdili, že rozdíly ve vývojových indexech mezi různými národy jsou částečně způsobeny průměrným IQ jejich občanů. Earl Hunt a Werner Wittmann (2008) zpochybnili platnost jejich výzkumných metod a velmi rozporuplnou kvalitu dostupných datových bodů, které Lynn a Vanhanenová při své analýze použili. Lynn také tvrdí, že vysoká porodnost jedinců s nízkým IQ představuje pro západní civilizaci velkou hrozbu, protože podle něj lidé s nízkým IQ nakonec převýší počet jedinců s vysokým IQ. Argumentoval ve prospěch politických opatření, která by tomu měla zabránit, včetně protiimigrační a eugenické politiky, což vyvolalo silnou mezinárodní kritiku. Lynnova práce patřila k hlavním zdrojům citovaným v knize The Bell Curve a byl jedním z 52 vědců, kteří podepsali názorový článek v deníku Wall Street Journal s názvem "Mainstream Science on Intelligence", který podporoval řadu názorů prezentovaných v knize.
Lynn byl členem redakční rady časopisu Mankind Quarterly, který kritici označují za "základní kámen vědeckého rasismu". Je také členem správní rady Pioneer Fund, který financuje Mankind Quarterly a který byl rovněž označen za rasistickou organizaci. Dvě z jeho posledních knih se zabývají dysgenikou a eugenikou. Do roku 2019 byl členem redakční rady časopisu Personality and Individual Differences.

## Raný život a kariéra
Lynn je synem Sydneyho Crosse Harlanda (1891–1982), botanika a člena Královské společnosti, který se proslavil svou prací o genetice bavlníku. Matka ho vychovávala v Bristolu a s otcem, který žil a pracoval na Trinidadu a v Peru, se v dětství a dospívání nesetkal.
Lynn vystudoval Bristolské gymnázium a univerzitu v Cambridge v Anglii. Působil jako lektor psychologie na University of Exeter a jako profesor psychologie na Economic and Social Research Institute v Dublinu a na Ulster University.
V roce 1974 Lynn publikoval pozitivní recenzi knihy Raymonda Cattella A New Morality from Science: Cattell v ní vyjádřil názor, že "neschopné společnosti je třeba nechat jít ke zdi" a že "zahraniční pomoc, kterou poskytujeme nerozvinutému světu, je chybou, podobnou udržování neschopných druhů, jako jsou dinosauři, kteří se nehodí pro konkurenční boj o existenci". V současnosti Lynn uvádí práce Cattella a Cyrila Burta jako důležité vlivy na jeho vlastní myšlení.

## Publikace o sekulárním zvyšování IQ
Lynnův článek v časopise Nature z roku 1983 přispěl k tomu, že se o fenoménu masivního nárůstu skóre ve standardizovaných testech inteligence v průběhu času dozvěděla široká veřejnost. Tento jev byl v knize Richarda Herrsteina a Charlese Murraye The Bell Curve vydané v roce 1994 nazván "Flynnův efekt". Termín "Flynnův efekt" je dnes v psychologické literatuře standardním označením pro sekulární nárůst IQ. Někteří autoři označují tento jev pod názvem "Lynn-Flynnův efekt".

## Rasové a národnostní rozdíly v inteligenci
Na konci 70. let 20. století Lynn napsal, že průměrné IQ Japonců je 106,6 a průměrné IQ Číňanů žijících v Singapuru je 110.
Lynnovy psychometrické studie byly citovány v knize The Bell Curve z roku 1994 a byly kritizovány v rámci polemiky kolem této knihy. Ve svém článku "Skin color and intelligence in African Americans" (Barva pleti a inteligence u Afroameričanů), publikovaném v roce 2002 v časopise Population and Environment, dospěl Lynn k závěru, že světlost barvy pleti u Afroameričanů pozitivně koreluje s IQ, což podle něj vyplývá z vyššího podílu kavkazské příměsi. Lynn však nekontroloval faktory prostředí v dětství, které souvisejí s inteligencí, a jeho výzkum byl kritizován v následném článku, který v časopise publikoval Mark E. Hill. Článek dospěl k závěru, že "...[Lynnova] bivariační asociace zmizí, jakmile se vezmou v úvahu faktory prostředí v dětství". Ve své odpovědi Hillovi Lynn napsal, že "závěr, že existuje skutečná souvislost mezi barvou pleti a IQ, je v souladu s hypotézou, že za rozdíly v inteligenci mezi černochy a bělochy jsou částečně zodpovědné genetické faktory... důkaz, že existuje statisticky významná korelace, potvrzuje genetickou hypotézu". Marcus Feldman toto prohlášení označil za "nesmyslné".
Lynnovy práce o národních rozdílech v IQ byly odmítnuty hlavním proudem akademických médií. Od roku 2012 významná nakladatelství jeho práci nepublikovala ani nerecenzovala. Podle Jamese Thompsona, který píše pro časopis Personality and Individual Differences, "navzdory všem pokusům ignorovat jeho zjištění, Lynn svým vytrvalým shromažďováním dat významně přispěl k pochopení lidských rozdílů." Earl B. Hunt shrnuje Lynnův výzkum v této oblasti spolu s výzkumem Tatu Vanhanena a píše, že je "velmi kritický k jejich empirické práci a ještě kritičtější k jejich interpretacím", ale že "si zaslouží uznání za nastolení důležitých otázek způsobem, který vedl k zajímavým a důležitým zjištěním".
Lynn vytvořil "teorii chladných zim" evoluce lidské inteligence, která předpokládá, že inteligence se vyvinula ve větší míře jako evoluční adaptace na chladnější prostředí. Podle této teorie vytváří chladné prostředí selekční tlak na vyšší inteligenci, protože klade kognitivní nároky, které se v teplejším prostředí nevyskytují, například nutnost hledat způsoby, jak se udržet v teple, a shromažďovat zásoby potravin na zimu. James Flynn tuto teorii kritizoval, protože neodpovídá globálnímu rozložení skóre IQ. Pokud by tato teorie byla správná, obyvatelé Singapuru, kteří pocházejí především z jižní čínské provincie Guangdong, by měli nižší průměrné IQ než obyvatelé pevninské Číny, zatímco ve skutečnosti je tomu naopak. Psycholog Scott A. McGreal ji v časopise Psychology Today označil za pouhý příběh a uvedl, že tato teorie nezohledňuje problémy specifické pro teplejší prostředí a také nevysvětluje, proč se podobná inteligence nevyvinula i u hominidů, kteří se po miliony let vyvíjeli v chladnějším prostředí (např. neandrtálci a Homo erectus).
V knize IQ and the Wealth of Nations (2002) Lynn a Vanhanen tvrdí, že rozdíly v hrubém domácím produktu (HDP) na obyvatele jsou částečně způsobeny rozdíly v IQ, což znamená, že některé národy jsou bohatší částečně proto, že jejich občané jsou inteligentnější. K. Richardson v časopise Heredity napsal, že "souvislost mezi IQ a národním bohatstvím není nijak překvapivá, i když její příčinný směr je opačný, než předpokládá L&V. Ale 'důkazy' předložené v této knize bych nebral jako argumenty ani na jednu stranu". Další ekonomové, kteří knihu recenzovali, rovněž poukázali na četné nedostatky celé studie, od nespolehlivých statistik IQ pro 81 ze 185 zemí použitých v analýze až po nejisté odhady národního IQ ve zbývajících 101 zemích ve vzorku, které neměly zveřejněné údaje o IQ. K tomu přistupují velmi nespolehlivé odhady HDP pro současné rozvojové země a ještě nespolehlivější historické údaje o odhadu HDP a národního IQ z počátku 19. století, tedy z doby, kdy oba pojmy ještě neexistovaly. Dokonce i údaje o 81 zemích, kde byly k dispozici přímé důkazy o skóre IQ, byly velmi problematické. Například soubory dat obsahující výsledky IQ Surinamců, Etiopanů a Mexičanů byly založeny na nereprezentativních vzorcích dětí, které emigrovaly ze země svého narození do Nizozemska, Izraele a Argentiny. Ekonom Thomas Nechyba v recenzi knihy pro Journal of Economic Literature napsal: "Takové rozsáhlé závěry založené na relativně slabých statistických důkazech a pochybných domněnkách se zdají být přinejmenším zavádějící a docela nebezpečné, pokud jsou brány vážně. Proto je těžké najít v této knize něco, co by se dalo doporučit."
Lynnova publikace Race Differences in Intelligence z roku 2006 je nejrozsáhlejším přehledem globálních údajů o kognitivních schopnostech. Kniha uspořádává údaje podle deseti skupin obyvatelstva a (ve vydání z roku 2015) zahrnuje více než 500 publikovaných článků.
Lynnova metaanalýza uvádí průměrné IQ Východoasijců (105), Evropanů (99), Inuitů (91), jihovýchodních Asiatů a původních obyvatel Ameriky (87), obyvatel tichomořských ostrovů (85), obyvatel Středního východu (včetně Jihoasijců a Severoafričanů) (84), východních a západních Afričanů (67), australských domorodců (62) a Křováků a Pygmejů (54).
Lynn již dříve tvrdil, že výživa je nejlépe podloženým environmentálním vysvětlením variability v dolním pásmu, a byla předložena řada dalších environmentálních vysvětlení. Ve své knize The Chosen People (Vyvolený národ) z roku 2011 nabízí Lynn převážně genetické vysvětlení inteligence aškenázských Židů (IQ se obecně odhaduje na 107–115).

### Vnitrostátní rozdíly v inteligenci
V článku o IQ v Mexiku publikovaném v roce 2005 Lynn uvádí, že Mexičané evropského původu mají IQ 98, mexičtí mestici mají IQ 94 a původní obyvatelé Mexika mají IQ 83. Nižší než očekávané IQ indiánů vysvětluje jejich špatnou výživou a dalšími sociálními faktory.
V článku o IQ v Itálii z roku 2010 Lynn tvrdí, že IQ je nejvyšší na severu (103 ve Furlansku-Julském Benátsku) a nejnižší na jihu (89 na Sicílii) a souvisí s průměrnými příjmy, postavou, dětskou úmrtností, gramotností a vzděláním. Kritizován byl mimo jiné nedostatek skutečných údajů z IQ testů (Lynn použil údaje o skóre PISA) a z toho plynoucí Lynnovy závěry.
Jiné rozsáhlé průzkumy v Itálii zjistily mnohem menší rozdíly v dosaženém vzdělání. Několik následných studií založených na přímém hodnocení IQ navíc nezaznamenalo významné rozdíly mezi italskými regiony. Naopak výsledky z jižní poloviny země (103) jsou někdy vyšší než výsledky ze severních středních oblastí (100-101).
Lynn podobně tvrdí, že Španělé z jihu mají nižší IQ než Španělé ze severu, a domnívá se, že je to způsobeno blízkovýchodními a severoafrickými geny na jihu.
V roce 2015 publikovali v časopise Intelligence článek o regionálních rozdílech v IQ v Turecku. Lynn, Saker a Cheng analyzovali výsledky PISA v regionech NUTS-1 v zemi a vypočítali průměrné skóre IQ v těchto provinciích, přičemž tvrdili, že mezi těmito dvěma ukazateli existuje vysoká korelace (r = .91). Tým vzal za základ průměrné skóre PISA ve Velké Británii, které představuje IQ 100. Z dokumentu vyplynulo, že regiony NUTS s nejvyšším průměrným IQ jsou Západní Marmara (97,7), Východní Marmara (97,4) a Střední Anatolie (97,3), zatímco regiony s nejnižším skóre tvoří Střední Východní Anatolie (87,3) a Jihovýchodní Anatolie (86,3). V článku bylo navrženo několik teorií vysvětlujících regionální rozdíly v IQ, například historická migrace do bohatších západních pobřežních oblastí, která měla eugenický vliv na inteligenci, nebo hospodářský růst, který byl brzděn hornatým terénem na východě, což způsobilo negativní vliv na IQ. Článek porovnával výsledky studie s výsledky v Itálii a USA a uváděl hrubé regionální rozdíly.

### The Global Bell Curve
The Global Bell Curve: Race, IQ and Inequality Worldwide je kniha, kterou napsal Lynn a která původně vyšla v roce 2008 v nakladatelství Washington Summit Publishers (WSP). Cílem knihy je zjistit, zda rasové a socioekonomické rozdíly v průměrném IQ ve Spojených státech, jak původně tvrdila kniha The Bell Curve z roku 1994, existují i v jiných zemích. Lynn ve své knize tvrdí, že takové rozdíly existují kromě Spojených států i v jiných zemích. Příznivě ji recenzovali vědci J. Philippe Rushton, Donald Templer a Gerhard Meisenberg.
Méně příznivou recenzi na knihu napsala Wendy Johnsonová z Edinburské univerzity. V časopise Intelligence, jehož je Lynn členem redakční rady, Johnsonová uvedla, že "...navzdory mnoha možným statistickým a psychometrickým pochybnostem jsou údaje, které Lynn v této knize předkládá, v zásadě správné. Navzdory Lynnovým protestům tyto údaje zároveň nijak nebo jen velmi málo odpovídají na otázku, proč tomu tak je a zda je tato situace nevyhnutelná nebo trvalá. Stejně jako ostatní teoretici, které kritizuje, i Lynn zaměňuje korelaci za kauzalitu."

## Rozdíly v inteligenci mezi pohlavími
Lynnův výzkum korelující velikost mozku a reakční dobu s naměřenou inteligencí ho přivedl k problému, že muži a ženy mají v poměru ke svému tělu různě velké mozky. V roce 2004 provedli Lynn a Irwing metaanalýzu a uvedli, že od 15 let věku se na progresivních maticích objevuje rozdíl IQ zhruba 5 bodů.
V následujících letech však výzkumníci jako Timothy Keith, Johannes Rojahn a Alan S. Kaufman zjistili rozporuplné výsledky v rozdílech IQ mezi pohlavími, přičemž Keith dokonce zjistil latentní výhodu dospělých žen v obecných faktorech a Kaufman nezjistil žádný rozdíl v obecné inteligenci. Keith uvedl, že rozdíl v Lynnových zjištěních lze přičíst tomu, že k měření jejich metaanalýzy rozdílů mezi pohlavími nebyly použity latentní faktory. Rojahnova studie zjistila, že rozdíly mezi vývojem pohlaví jsou menší, než předpokládal Lynn, a ve skutečnosti jsou tak malé, že mají malý nebo žádný praktický význam.

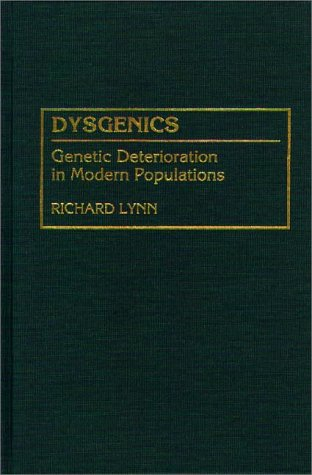
Dysgenics

V knize Dysgenics: Genetic Deterioration in Modern Populations Lynn přiblížil historii eugeniky od prvních prací Bénédicta Morela a Francise Galtona přes vzestup eugeniky na počátku 20. století až po její následný úpadek. Identifikoval tři hlavní obavy eugeniků, jako byl on sám: zhoršení zdraví, inteligence a svědomitosti. Lynn tvrdí, že přirozený výběr v předindustriálních společnostech upřednostňoval vlastnosti, jako je inteligence a charakter, ale v moderních společnostech už tomu tak není. Tvrdí, že díky rozvoji medicíny se selekce proti osobám se špatnými zdravotními geny uvolnila.
Lynn zkoumal sourozenecké studie a dospěl k závěru, že tendence dětí s vysokým počtem sourozenců být nejméně inteligentní je důkazem dysgenické plodnosti. Uvedl, že skutečně došlo k nárůstu fenotypové inteligence, který je však způsoben faktory prostředí a maskuje pokles genotypové inteligence.
Podle Lynna mají lidé s vyšším vzděláním méně dětí, zatímco děti s nižším IQ pocházejí z větších rodin, což považuje za důkaz, že inteligence a porodnost spolu negativně korelují. Lynn souhlasil s výrokem Lewise Termana z roku 1922, že "děti úspěšných a kultivovaných rodičů mají lepší testy než děti z mizerných a nevzdělaných rodin z toho prostého důvodu, že mají lepší dědičnost". Lynn tvrdil, že socioekonomický status pozitivně koreluje s ukazateli svědomitosti, jako je pracovní etika a morální hodnoty, a negativně s kriminalitou. Dále se zabývá genetickým základem rozdílů ve svědomitosti a Lynn dochází k závěru, že studie dvojčat poskytují důkazy o vysoké dědičnosti tohoto rysu. Méně svědomití lidé, například zločinci, mají více potomků.
V roce 2000 vyšla posmrtně recenze knihy Dysgenics od W. D. Hamiltona, profesora evoluční biologie Královské společnosti na Oxfordské univerzitě. Hamilton napsal dlouhou recenzi, v níž uvedl, že Lynn "při probírání rozsáhlého souboru důkazů, které se stále shromažďují o dědičnosti vloh a rozdílech v plodnosti, v této knize ukazuje, že téměř všechny obavy prvních eugeniků byly opodstatněné, a to navzdory relativní nedostatečnosti jejich tehdejších důkazů".
Další recenzi na knihu Dysgenics napsal v roce 2002 Nicholas Mackintosh, emeritní profesor experimentální psychologie na univerzitě v Cambridge. Mackintosh napsal, že "s bezohlednou neúctou k politické korektnosti tvrdí, že myšlenky eugeniků byly správné a že je ignorujeme na vlastní nebezpečí". Uznává sice, že kniha poskytuje cenný a přesný zdroj informací, ale kritizuje Lynna za to, že "plně neuznává negativní vztah mezi sociální třídou a vzděláním na jedné straně a dětskou úmrtností a průměrnou délkou života na straně druhé". Zpochybnil Lynnovu interpretaci údajů. Poukázal také na to, že podle Lynnova výkladu teorie přírodního výběru "pokud je pravda, že ti s nižším IQ a nižším vzděláním plodí více potomků, pak jsou zdatnější než ti s vyšším IQ a vyšším vzděláním". Podle Mackintoshe nejsou argumenty eugeniků založeny na "biologickém imperativu, ale spíše na určitém souboru hodnotových soudů".
V knize Eugenics: A Reassessment (2001) Lynn tvrdil, že selekce embryí jako forma standardní reprodukční terapie zvýší průměrnou inteligenci populace o 15 bodů IQ během jediné generace (s. 300). Pokud by páry vytvořily sto embryí, bylo by podle něj rozpětí potenciálního IQ přibližně 15 bodů nad a pod IQ rodičů. Lynn tvrdí, že tento nárůst by se mohl opakovat každou generaci a nakonec by se IQ populace ustálilo na teoretickém maximu kolem 200 bodů již po šesti nebo sedmi generacích.

## Pioneer Fund
Lynn v současné době působí ve správní radě Pioneer Fund a je také členem redakční rady časopisu Mankind Quarterly, který Pioneer Fund podporuje. Oba časopisy se staly předmětem kontroverzí, protože se zabývají rasou, inteligencí a eugenikou a byly obviněny z rasismu, např. Avnerem Falkem a Williamem Tuckerem. Lynnův Ulsterský institut pro sociální výzkum obdržel v letech 1971 až 1996 od Pioneer Fund granty ve výši 609 000 dolarů.
Lynnova kniha The Science of Human Diversity: A History of the Pioneer Fund z roku 2001 se věnuje historii a obhajobě tohoto fondu, v níž tvrdí, že za posledních 60 let byl "téměř jedinou neziskovou nadací, která poskytovala granty na studium a výzkum individuálních a skupinových rozdílů a dědičného základu lidské povahy...". Během těchto 60 let pomohl výzkum financovaný Pioneer Fundem změnit tvář společenských věd."

## Reakce
Lynnova přehledová práce o globálních rasových rozdílech v kognitivních schopnostech byla citována pro zkreslení výzkumu jiných vědců a byla kritizována pro nesystematickou metodologii a zkreslení.
John P. Jackson Jr. z Coloradské univerzity v Boulderu zpochybnil Lynnovo tvrzení (v knize The Science of Human Diversity), že Pioneer Fund byl určen k financování objektivního vědeckého výzkumu. Jackson napsal, že "... ačkoli Pioneer Fund možná oficiálně nepodpořil žádný politický návrh, financoval skupinu, která je pozoruhodně jednotná ve svém odporu ke školské integraci, imigraci a pozitivním akcím".
David King, koordinátor skupiny Human Genetics Alert, která se zabývá ochranou spotřebitelů, řekl: "tvrzení Richarda Lynna, že některé lidské bytosti jsou ze své podstaty nadřazené ostatním, považujeme za odporné". Podobně Gavin Evans v Guardianu napsal, že Lynn je jedním z řady "plochozemců", kteří tvrdí, že "Afričané, černí Američané nebo chudí lidé" jsou méně inteligentní než lidé ze Západu. V souvislosti s Lynnovým tvrzením, že Afričané jsou méně inteligentní než lidé ze Západu, dále napsal: "Pozoruhodné na tom všem není ani tak to, že existují lidé, kteří mu věří - koneckonců stále existují lidé, kteří trvají na tom, že Země je placatá -, ale spíše to, že by ho jakákoli důvěryhodná instituce měla brát vážně."
Údaj, který Lynn a Vanhanen použili pro nejnižší odhad IQ, Rovníkové Guiney, byl získán od skupiny dětí z domova pro vývojově postižené ve Španělsku. Korekce byly použity k úpravě rozdílů v kohortách IQ (Flynnův efekt) za předpokladu, že stejnou korekci lze použít v mezinárodním měřítku bez ohledu na kulturní nebo ekonomickou úroveň rozvoje dané země. Ačkoli se zdá, že existuje poměrně málo důkazů o vlivu kohorty na IQ v rozvojových zemích, jedna studie v Keni (Daley, Whaley, Sigman, Espinosa a Neumann, 2003) ukazuje podstatně větší vliv kohorty, než se uvádí u rozvinutých zemí.
V kritické recenzi knihy The Bell Curve psycholog Leon Kamin Lynnovi vytkl, že "nerespektuje vědeckou objektivitu", "zkresluje údaje" a že je "rasistický". Kamin tvrdí, že studie kognitivních schopností Afričanů v Lynnově metaanalýze, kterou citují Richard Herrnstein a Charles Murray, vykazují silné kulturní zkreslení. Kamin Lynnovi také vytýká, že si vymýšlí hodnoty IQ z výsledků testů, které nemají žádnou souvislost s IQ. Kamin také poznamenává, že Lynn vyloučil studii, která nezjistila žádný rozdíl ve výkonech bělochů a černochů, a ignoroval výsledky studie, která ukázala, že výsledky černochů jsou vyšší než výsledky bělochů.
Novinář Charles Lane kritizoval Lynnovu metodologii ve svém článku v The New York Review of Books "The Tainted Sources of The Bell Curve" (1994). Prezident Pioneer Fund Harry Weyher, Jr. zveřejnil odpověď, ve které obvinil recenzenta z chyb a zkreslení; Lane na ni rovněž reagoval vyvrácením.
V roce 2002 vznikl akademický spor poté, co Lynn prohlásil, že některé rasy jsou ze své podstaty psychopatičtější než jiné, a jiní psychologové kritizovali jeho údaje a interpretace. Psycholog Leon Kamin uvedl, že "Lynnovo překrucování a zkreslování údajů představuje skutečně jedovatý rasismus spojený se skandálním ignorováním vědecké objektivity".
V roce 2010, v den jeho 80. narozenin, vyšlo zvláštní číslo časopisu Personality and Individual Differences věnované jeho práci, které redigoval dánský psycholog Helmuth Nyborg a do kterého přispěli Nyborg, J. Philippe Rushton, Satoshi Kanazawa a několik dalších.
V únoru 2018 vydala studentská unie Ulsterské univerzity návrh, v němž vyzvala univerzitu, aby Lynnovi odebrala titul emeritního profesora. V návrhu se uvádělo, že Lynnův titul by měl být odebrán, protože se dopustil výroků, které jsou "rasistické a sexistické povahy". Univerzita této žádosti vyhověla v dubnu 2018.
Lynn je na seznamu Southern Poverty Law Center (SPLC) jako bělošský nacionalista. SPLC si vede záznamy o Lynnových kontroverzních výrocích, například v rozhovoru s neonacistou Alexem Kurtagicem v roce 2011 Lynn prohlásil: "Jsem hluboce pesimistický, pokud jde o budoucnost evropských národů, protože masová imigrace národů třetího světa povede k tomu, že se tyto národy stanou během tohoto století většinou ve Spojených státech a nejzápadnější Evropě. Myslím, že to bude znamenat zničení evropské civilizace v těchto zemích." V roce 1995 Lynna citovala skupina Fairness & Accuracy In Reporting (FAIR), která se zabývá sledováním médií: "To, po čem se zde volá, není genocida, vyvražďování obyvatelstva neschopných kultur. Musíme však uvažovat realisticky, pokud jde o 'postupné vyřazování' takových národů...". Evoluční pokrok znamená vymírání méně schopných. Myslet si opak je pouhý sentiment."
FAIR také cituje Lynna, který v rozhovoru pro pravicový britský politický časopis Right NOW! uvedl: "„Myslím, že jediným řešením je rozpad Spojených států. Černoši a Hispánci jsou soustředěni na jihozápadě, jihovýchodě a východě, ale na severozápadě a dalekém severovýchodě, v Maine, Vermontu a na severu státu New York převažují běloši. Domnívám se, že tyto převážně bílé státy by měly vyhlásit nezávislost a vystoupit z Unie. Pak by prosazovaly přísné hraniční kontroly a poskytovaly minimální sociální dávky, které by byly omezeny na občany. Pokud by se tak stalo, bělošská civilizace by v rámci této hrstky států přežila.“
SPLC uvedla, že „Richard Lynn stojí již 50 let v čele vědeckého rasismu“, že „tvrdí, že národy s nejvyšším IQ si musí podmanit nebo eliminovat skupiny s nižším IQ v rámci svých hranic, aby si zachovaly svou nadvládu“, a shrnuje jeho kariéru takto: "Richard Lynn se od 70. let 20. století neúnavně snaží, aby se do centra diskusí o nerovnosti dostaly rasa, geny a IQ. Ve svých vlastních pracích a pracích publikovaných jeho Ulsterským institutem pro sociální výzkum v Severním Irsku Lynn tvrdí, že příslušníci různých ras a národů mají vrozené rozdíly v inteligenci a chování a že tyto rozdíly jsou příčinou všeho, od míry uvěznění černých Američanů až po chudobu v rozvojových zemích. Lynn je také etnický nacionalista, který věří, že země musí „zůstat rasově homogenní, aby prosperovaly.“
Středisko rovněž uvedlo, že "Lynn využívá své autority (emeritního) profesora psychologie na Ulsterské univerzitě k obhajobě genetické méněcennosti lidí jiné než bílé pleti".
Lynn často vystupoval na konferencích pořádaných bělošským nacionalistickým časopisem American Renaissance.

## Tvorba
- Dysgenics: Genetic deterioration in modern populations. [s.l.]: Praeger Publishers, 1997. ISBN 9780275949174.
- The Science of Human Diversity: A History of the Pioneer Fund. [s.l.]: University Press of America, 2001. Dostupné online. ISBN 076182040X.
- Eugenics: A reassessment. [s.l.]: Praeger Publishers, 2001. Dostupné online. ISBN 9780275958220.
- LYNN, Richard; VANHANEN, Tatu. IQ and the wealth of nations. Westport, Connecticut: Praeger, 2002. ISBN 9780275975104.
- LYNN; VANHANEN. IQ and Global Inequality. [s.l.]: Washington Summit Publishers, 2006. ISBN 1-59368-025-2.
- LYNN, Richard; VANHANEN, Tatu. Intelligence: A unifying construct for the social sciences. Ulster: Ulster Institute for Social Research, 2012. ISBN 9780956881175.
- LYNN, Richard. Race Differences in Intelligence: An Evolutionary Analysis. [s.l.]: Washington Summit Publishers, 2015. ISBN 978-1593680190.
- LYNN, Richard; BECKER, David. The Intelligence of Nations. London: Ulster Institute for Social Research, 2019. ISBN 9780993000157.
- LYNN, Richard; DUTTON, Edward. Race Differences in Psychopathic Personality: An Evolutionary Analysis. Augusta, Georgia: Washington Summit Publishers, 2019. ISBN 9781593680626.
- Memoirs of a Dissident Psychologist. [s.l.]: Ulster Institute for Social Research, 2020. ISBN 9780993000171.